# Mathews (Wirginia)
Mathews – jednostka osadnicza w Stanach Zjednoczonych, w stanie Wirginia, siedziba administracyjna hrabstwa Mathews.